# Lapphoppspindel
Lapphoppspindel (Pellenes lapponicus) är en spindelart som först beskrevs av Carl Jakob Sundevall 1832 [1833.  Lapphoppspindel ingår i släktet Pellenes och familjen hoppspindlar. Enligt den finländska rödlistan är arten nära hotad i Finland. Arten är reproducerande i Sverige. Artens livsmiljö är skogar. Inga underarter finns listade i Catalogue of Life.